# Rova Cafon Mizrach

Čtvrtí v Tel Avivu

Rova Cafon Mizrach (hebrejsky: רובע צפון מזרח, doslova Severovýchodní čtvrť) je čtvrť v severovýchodní části Tel Avivu v Izraeli. Jde o jednu ze sedmi částečně samosprávných částí, na které byl Tel Aviv rozdělen (přičemž část území města do tohoto systému nespadá). Ze správního a administrativního hlediska se Tel Aviv rozděluje na devět částí, které se z těmito částečně překrývají. V tomto případě se Rova Cafon Mizrach kryje s čtvrtí Rova 2.

## Geografie
Leží v rovinaté, zcela urbanizované krajině nedaleko od pobřeží Středozemního moře v nadmořské výšce do 50 metrů. Na severu sousedí s městem Ramat ha-Šaron, na jihu s městem Bnej Brak.

## Popis čtvrti
Na severu je ohraničena katastrem města Ramat ha-Šaron, na jihu tokem řeky Jarkon, na východě dálnicí číslo 4 a na západě dálnicí číslo 20, takzvanou Ajalonskou dálnicí (Netivej Ajalon).
Čtvrť Rova Cafon Mizrach je spíše umělou územní jednotkou vytvořenou pro správní, demografické a statistické účely. Sestává ale z patnácti podčástí, které představují autentické a specifické urbanistické celky. Jde o následující čtvrtě:
- Ganej Cahala
- Hadar Josef
- ha-Mištala
- Ma'oz Aviv (respektive podčásti Ma'oz Aviv Alef a Ma'oz Aviv Bet)
- Ne'ot Afeka Alef
- Ne'ot Afeka Bet (včetně podčásti Giv'at ha-Perachim)
- Neve Dan
- Neve Šaret
- Cahala
- Kirjat Ša'ul
- Revivim
- Ramot Cahala
- Ramat ha-Chajal-Jisgav
- Tel Baruch Darom
- Tel Baruch Cafon

+ ráz samostatné čtvrti má i průmyslová zóna Kirjat Atidim a hřbitov Kirjat Ša'ul
Zástavba má převážně charakter řidší, volnější výstavby s nižší výškou. Výjimkou jsou novější obytné soubory ha-Mištala a Tel Baruch Cafon postavené v poslední dekádě. Zůstává tu ale vysoký podíl veřejné zeleně, zejména podél Jarkonu. Bydlí zde starousedlé rodiny i mladé rodiny s dětmi. K prosinci 2007 zde žilo 49 347 lidí. Nachází se tu hřbitov Kirjat Ša'ul.